# Masamai
Masamai (Massamae, Masshama, Mazan, Mazana, Parará), jedno od plemena porodice Peba-Yagua u zapadnom bazenu Amazone u peruanskoj provinciji Loreto duž rijeke río Mazán. Masamae su ogranak Yameo Indijanaca, ili po Metrauxu njima blisko srodno pleme koje se od rijeke Nanay šririlo sve do donjeg Mazána.
I Masamai i Yameo u ušima su nosili velike drvene pločice, koje bi njihove ušne resice otegnule sve do ramena. Po ovom običaju su osobito bili poznati Orejóni. Prema izvještajima koji potječu od Maronija (1889-1892, str. 48-77), oni su po svoj prilici bili organizirani po proširenim patrilinearnim obiteljima, kojih je po navedenom izvoru bilo 129, a svaku je vodio chie.
Njihov jezik masamae (miazan ili parara), nestao je kao i jezik peba u ranom 20. stoljeću.